# Novo São Joaquim
Novo São Joaquim là một đô thị thuộc bang Mato Grosso, Brasil. Đô thị này có diện tích 5022,477 km², dân số năm 2007 là 6880 người, mật độ 1,37 người/km².